# Köşençiftliği, Edirne
Köşençiftliği là một xã thuộc thành phố Edirne, tỉnh Edirne, Thổ Nhĩ Kỳ. Dân số thời điểm năm 2011 là 327 người.